# Les Cinq Maîtres de Shaolin

Les Cinq maîtres de Shaolin (少林五祖, Shao Lin wu zu) est un film hongkongais réalisé par Chang Cheh, sorti en 1974.

## Synopsis
Les forces de l'ordre traquent des fauteurs de trouble animés de sentiments xénophobes anti-mandchous ayant provisoirement échappé à la destruction de leur repaire ; plusieurs agents gouvernementaux paieront ainsi de leur vie leur engagement au service de l'État.

## Fiche technique
- Titre : Les Cinq maîtres de Shaolin
- Titre original : 少林五祖, Shao Lin wu zu
- Titre anglais : Five Shaolin Masters
- Réalisation : Chang Cheh
- Scénario : Ni Kuang
- Société de production : Shaw Brothers
- Pays d'origine : Hong Kong
- Format : Couleurs - 2,35:1 - Mono - 35 mm
- Genre : Kung fu pian
- Durée : 105 minutes
- Dates de sortie :

 Hong Kong : 25 décembre 1974
 France : 10 septembre 1980

## Distribution
- David Chiang : Hu Te-ti
- Ti Lung : Tsai Te-chung
- Fu Sheng : Ma Chao-hsing
- Chi Kuan-chun : Li Shih-kai
- Fei Meng : Fang Ta-hung
- Wang Lung-wei : Ma Fu Yi